# Apanteles tachardiae
Apanteles tachardiae är en stekelart som beskrevs av Cameron 1913. Apanteles tachardiae ingår i släktet Apanteles och familjen bracksteklar. Inga underarter finns listade i Catalogue of Life.